# 9.ª etapa do Giro d'Italia de 2017
A 9ª etapa do Giro d'Italia de 2017 teve lugar em 13 de maio de 2017 entre Montenero di Bisaccia e Blockhaus sobre um percurso de 149 km.

## Classificação da etapa
A classificação da etapa foi a seguinte:
| \| Classificação por etapas \| Classificação por etapas \| Classificação por etapas \| Classificação por etapas \| Classificação por etapas \| \| Ciclista \| Ciclista \| Equipe \| Tempo \| \| \| ------------------------ \| ------------------------ \| ------------------------ \| ------------------------ \| ------------------------ \| \| 1. \| Nairo Quintana \| Movistar Team \| 3h44m51s \| \| \| 2. \| Thibaut Pinot \| FDJ \| + 24s \| \| \| 3. \| Tom Dumoulin \| Team Sunweb \| + 24s \| \| \| 4. \| Bauke Mollema \| Trek-Segafredo \| + 41s \| \| \| 5. \| Vincenzo Nibali \| Bahrain-Merida \| + 1m00s \| \| \| 6. \| Domenico Pozzovivo \| AG2R La Mondiale \| + 1m18s \| \| \| 7. \| Tanel Kangert \| Astana \| + 2m02s \| \| \| 8. \| Ilnur Zakarin \| Katusha-Alpecin \| + 2m14s \| \| \| 9. \| Sébastien Reichenbach \| FDJ \| + 2m28s \| \| \| 10. \| Davide Formolo \| Cannondale-Drapac \| + 2m35s \| \| |                       |                   |          |
| |                       |                   |          |
| Fonte: ProCyclingStats |                       |                   |          |
| Classificação por etapas |                       |                   |          |
| Ciclista | Ciclista              | Equipe            | Tempo    |
| 1. | Nairo Quintana        | Movistar Team     | 3h44m51s |
| 2. | Thibaut Pinot         | FDJ               | + 24s    |
| 3. | Tom Dumoulin          | Team Sunweb       | + 24s    |
| 4. | Bauke Mollema         | Trek-Segafredo    | + 41s    |
| 5. | Vincenzo Nibali       | Bahrain-Merida    | + 1m00s  |
| 6. | Domenico Pozzovivo    | AG2R La Mondiale  | + 1m18s  |
| 7. | Tanel Kangert         | Astana            | + 2m02s  |
| 8. | Ilnur Zakarin         | Katusha-Alpecin   | + 2m14s  |
| 9. | Sébastien Reichenbach | FDJ               | + 2m28s  |
| 10. | Davide Formolo        | Cannondale-Drapac | + 2m35s  |

## Classificações ao final da etapa
A classificação geral depois da etapa foi:

### Classificação geral
| \| Classificação geral \| Classificação geral \| Classificação geral \| Classificação geral \| Classificação geral \| \| Ciclista \| Ciclista \| Equipe \| Tempo \| \| \| ------------------- \| ------------------- \| ------------------- \| ------------------- \| ------------------- \| \| 1. \| Nairo Quintana \| Movistar Team \| 42h06m09s \| \| \| 2. \| Thibaut Pinot \| FDJ \| + 28s \| \| \| 3. \| Tom Dumoulin \| Team Sunweb \| + 30s \| \| \| 4. \| Bauke Mollema \| Trek-Segafredo \| + 51s \| \| \| 5. \| Vincenzo Nibali \| Bahrain-Merida \| + 1m10s \| \| \| 6. \| Domenico Pozzovivo \| AG2R La Mondiale \| + 1m28s \| \| \| 7. \| Ilnur Zakarin \| Katusha-Alpecin \| + 2m28s \| \| \| 8. \| Davide Formolo \| Cannondale-Drapac \| + 2m45s \| \| \| 9. \| Andrey Amador \| Movistar Team \| + 2m53s \| \| \| 10. \| Steven Kruijswijk \| LottoNL-Jumbo \| + 3m06s \| \| |                    |                   |           |
| |                    |                   |           |
| Fonte: ProCyclingStats |                    |                   |           |
| Classificação geral |                    |                   |           |
| Ciclista | Ciclista           | Equipe            | Tempo     |
| 1. | Nairo Quintana     | Movistar Team     | 42h06m09s |
| 2. | Thibaut Pinot      | FDJ               | + 28s     |
| 3. | Tom Dumoulin       | Team Sunweb       | + 30s     |
| 4. | Bauke Mollema      | Trek-Segafredo    | + 51s     |
| 5. | Vincenzo Nibali    | Bahrain-Merida    | + 1m10s   |
| 6. | Domenico Pozzovivo | AG2R La Mondiale  | + 1m28s   |
| 7. | Ilnur Zakarin      | Katusha-Alpecin   | + 2m28s   |
| 8. | Davide Formolo     | Cannondale-Drapac | + 2m45s   |
| 9. | Andrey Amador      | Movistar Team     | + 2m53s   |
| 10. | Steven Kruijswijk  | LottoNL-Jumbo     | + 3m06s   |

### Classificação por pontos
| Classificação por pontos | Classificação por pontos | Classificação por pontos      | Classificação por pontos | Classificação por pontos |
| Ciclista                 | Ciclista                 | Equipe                        | Pontos                   |                          |
| ------------------------ | ------------------------ | ----------------------------- | ------------------------ | ------------------------ |
| 1.                       | Fernando Gaviria         | Quick-Step Floors             | 191 pts                  |                          |
| 2.                       | Jasper Stuyven           | Trek-Segafredo                | 160 pts                  |                          |
| 3.                       | André Greipel            | Lotto-Soudal                  | 129 pts                  |                          |
| 4.                       | Caleb Ewan               | Orica-Scott                   | 100 pts                  |                          |
| 5.                       | Lukas Pöstlberger        | Bora-Hansgrohe                | 98 pts                   |                          |
| 6.                       | Daniel Teklehaimanot     | Dimension Data                | 78 pts                   |                          |
| 7.                       | Kristian Sbaragli        | Dimension Data                | 76 pts                   |                          |
| 8.                       | Silvan Dillier           | BMC Racing Team               | 68 pts                   |                          |
| 9.                       | Eugert Zhupa             | Wilier Triestina-Selle Italia | 60 pts                   |                          |
| 10.                      | Sam Bennett              | Bora-Hansgrohe                | 57 pts                   |                          |

### Classificações por equipas

#### Classificação por tempo
| Classificação por equipes | Classificação por equipes | Classificação por equipes | Classificação por equipes |
| Equipe                    | Equipe                    | Tempo                     |                           |
| ------------------------- | ------------------------- | ------------------------- | ------------------------- |
| 1.                        | Movistar Team             | 126h26m41s                |                           |
| 2.                        | Astana                    | + 6m15s                   |                           |
| 3.                        | UAE Team Emirates         | + 7m57s                   |                           |
| 4.                        | Cannondale-Drapac         | + 10m44s                  |                           |
| 5.                        | FDJ                       | + 15m13s                  |                           |
| 6.                        | AG2R La Mondiale          | + 15m59s                  |                           |
| 7.                        | Bahrain-Merida            | + 17m04s                  |                           |
| 8.                        | Team Sunweb               | + 20m49s                  |                           |
| 9.                        | BMC Racing Team           | + 22m45s                  |                           |
| 10.                       | Trek-Segafredo            | + 26m09s                  |                           |

#### Classificação por pontos
| Classificação por equipes | Classificação por equipes | Classificação por equipes | Classificação por equipes |
| Equipe                    | Equipe                    | Pontos                    |                           |
| ------------------------- | ------------------------- | ------------------------- | ------------------------- |
| 1.                        | Quick-Step Floors         | 233 pts                   |                           |
| 2.                        | Trek-Segafredo            | 197 pts                   |                           |
| 3.                        | Bora-Hansgrohe            | 197 pts                   |                           |
| 4.                        | Dimension Data            | 155 pts                   |                           |
| 5.                        | UAE Team Emirates         | 150 pts                   |                           |
| 6.                        | Orica-Scott               | 132 pts                   |                           |
| 7.                        | Lotto-Soudal              | 120 pts                   |                           |
| 8.                        | Movistar Team             | 118 pts                   |                           |
| 9.                        | Bahrain-Merida            | 94 pts                    |                           |
| 10.                       | Team Sunweb               | 85 pts                    |                           |